# Watertoren (Hoogeveen)
De watertoren in Hoogeveen werd in 1927 gebouwd in opdracht van het Gemeentelijk Waterbedrijf Hoogeveen en staat aan de Vos van Steenwijklaan. De toren is ontworpen door A. Kool en J. Wildeboer. De watertoren heeft een hoogte van 38,3 meter en een waterreservoir van 300 m3. Een houten trap, langs de binnenzijde van de buitengevel, leidt tot het reservoir. Deze watertoren is de enige watertoren in Drenthe die nog als zodanig in gebruik is.
In 1989 nam de WMD Drinkwater het gemeentelijk waterbedrijf van Hoogeveen over. De WMD nam de watertoren toen niet over, omdat zij pompen wilde gebruiken om druk op de waterleiding te zetten. De WMD kwam later terug op deze beslissing en in 1995 nam de WMD de toren alsnog over van de gemeente voor het symbolische bedrag van één gulden. In hetzelfde jaar werd de toren gerenoveerd. De toren heeft als voordeel dat er een (kleine) watervoorraad kan worden aangelegd, zodat er bij storingen minder drukschommelingen ontstaan in het leidingnet.
Assen 
(Troelstralaan en Rolderstraat) ·
Coevorden ·
Hoogeveen ·
Meppel ·
Zuidlaren